# Verein für Leibesübungen von 1899 1976-1977
Questa voce raccoglie le informazioni riguardanti il Verein für Leibesübungen von 1899 nelle competizioni ufficiali della stagione 1976-1977.

## Stagione
Nella stagione 1976-1977 l'Osnabrück, allenato da Siegfried Melzig e Eduard Sausmikat, concluse il campionato di 2. Bundesliga al 9º posto. In Coppa di Germania l'Osnabrück fu eliminato agli ottavi di finale dal Norimberga.

## Rosa
| N. |                     | Ruolo | Calciatore        |
| -- | ------------------- | ----- | ----------------- |
|    | Germania (bandiera) | P     | Wolfgang Dramsch  |
|    | Germania (bandiera) | P     | Uwe Seiler        |
|    | Germania (bandiera) | D     | Klaus Baumanns    |
|    | Germania (bandiera) | D     | Lothar Gans       |
|    | Germania (bandiera) | D     | Heinz Koch        |
|    | Germania (bandiera) | D     | Jürgen Wohlgemuth |
|    | Germania (bandiera) | C     | Franz Genschick   |
|    | Germania (bandiera) | C     | Detlev Hegekötter |
|    | Germania (bandiera) | C     | Alfred Hußner     |
|    | Germania (bandiera) | C     | Reinhold Nordmann |

| N. |                     | Ruolo | Calciatore              |
| -- | ------------------- | ----- | ----------------------- |
|    | Germania (bandiera) | C     | Günter Schäfer          |
|    | Germania (bandiera) | C     | Siegfried Schmietendorf |
|    | Germania (bandiera) | C     | Rolf Westermann         |
|    | Germania (bandiera) | C     | Hans-Jürgen Wittfoht    |
|    | Germania (bandiera) | A     | Manfred Gawylczyk       |
|    | Germania (bandiera) | A     | Heinz-Dieter Greif      |
|    | Germania (bandiera) | A     | Herbert Mühlenberg      |
|    | Germania (bandiera) | A     | Gerd-Volker Schock      |
|    | Germania (bandiera) | A     | Günter Wulftange        |

## Organigramma societario
Area tecnica
- Allenatore: Eduard Sausmikat
- Allenatore in seconda:
- Preparatore dei portieri:
- Preparatori atletici:

## Calciomercato

### Sessione estiva
| Acquisti | Acquisti          | Acquisti       | Acquisti |
| R.       | Nome              | da             | Modalità |
| -------- | ----------------- | -------------- | -------- |
| C        | Alfred Hußner     | Servette       |          |
| P        | Wolfgang Dramsch  | Schweinfurt 05 |          |
| A        | Manfred Gawylczyk | Oldenburg      |          |
| C        | Günter Schäfer    | Colonia        |          |

| Cessioni | Cessioni | Cessioni | Cessioni |
| R.       | Nome     | a        | Modalità |
| -------- | -------- | -------- | -------- |

### Sessione invernale
| Acquisti | Acquisti | Acquisti | Acquisti |
| R.       | Nome     | da       | Modalità |
| -------- | -------- | -------- | -------- |

| Cessioni | Cessioni | Cessioni | Cessioni |
| R.       | Nome     | a        | Modalità |
| -------- | -------- | -------- | -------- |

## Risultati

### 2. Bundesliga

#### Girone di andata
| Arbitro: | Meijerink |

|                |           |             |
| Hegekötter 35’ | Marcatori | 74’ Hermann |

| Arbitro: | Wichmann |

|                              |           |                         |
| Dohmen 28’ Goll 78’ Bone 84’ | Marcatori | 54’ Nordmann 86’ Schock |

| Arbitro: | Kaiser |

|                                         |           |                  |
| Greif 7’, 33’ Schock 38’ Mühlenberg 51’ | Marcatori | 6’ Abel 35’ Busk |

| Arbitro: | Wahmann |

|                                                 |           |                                  |
| Marsollek 32’ Gerber 43’ (rig.) Tune-Hansen 52’ | Marcatori | 4’ Koch 62’ Schock 68’ Genschick |

| Arbitro: | Hennig |

|  |           |                     |
|  | Marcatori | 63’ Wolf 85’ Kaczor |

| Arbitro: | Niemann |

|                                             |           |               |
| Milewski 56’, 86’ Stegmayer 60’ (rig.), 67’ | Marcatori | 90’ Wulftange |

| Arbitro: | Glasneck |

|                                                           |           |                        |
| Koch 9’ Wohlgemuth 57’ Greif 63’, 74’ Wittfoht 77’ (rig.) | Marcatori | 24’ Hammes 26’ Bachorz |

| Arbitro: | Schütte |

|                               |           |                                           |
| Wloka 25’ Funkel 63’ Hahn 77’ | Marcatori | 9’, 38’ Mühlenberg 35’ Wulftange 87’ Gans |

| Arbitro: | Eggers |

|           |           |             |
| Greif 23’ | Marcatori | 45’ Pallaks |

| Arbitro: | Lüling |

|                               |           |  |
| Rnic 65’ Spazier 68’ Lenz 75’ | Marcatori |  |

| Arbitro: | Wuttke |

|                                             |           |                                |
| Wohlgemuth 52’ Schock 56’ Nordmann 63’, 73’ | Marcatori | 60’, 68’ Fischer 70’ Lunenburg |

| Arbitro: | Uhlig |

|          |           |  |
| Götz 55’ | Marcatori |  |

| Arbitro: | Lutz |

|                                     |           |                           |
| Schock 2’, 77’ Greif 22’ Hußner 60’ | Marcatori | 14’ Hochheimer 45’ Klinge |

| Arbitro: | Zuchantke |

|                         |           |                          |
| Deterding 46’ Kraus 80’ | Marcatori | 30’ Gans 81’, 82’ Schock |

| Arbitro: | Kopka |

|              |           |                                     |
| Hoffmann 11’ | Marcatori | 22’ Greif 87’ Schock 89’ Mühlenberg |

| Arbitro: | Retzmann |

|                                        |           |                        |
| Nordmann 4’ Schock 39’ Hußner 59’, 81’ | Marcatori | 55’ Zimmer 71’ Riepert |

| Arbitro: | Gabor |

|  |           |           |
|  | Marcatori | 48’ Greif |

| Arbitro: | Wippker |

|            |           |                    |
| Schock 83’ | Marcatori | 48’ Wolf 89’ Moors |

| Wolfsburg 11 dicembre 1976 19ª giornata | Wolfsburg | 0 – 0 referto | Osnabrück | VfL-Stadion am Elsterweg (1 800 spett.)\| Arbitro: \| Gremmler \| |
| Arbitro:                                | Gremmler  |               |           |                                                                   |

#### Girone di ritorno
| Arbitro: | Reichmann |

|                        |           |            |
| Herzog 25’ Rehbach 67’ | Marcatori | 74’ Schock |

| Arbitro: | Barnick |

|                |           |  |
| Greif 38’, 45’ | Marcatori |  |

| Arbitro: | Teichert |

|                                                   |           |  |
| Brücken 3’ Bals 10’ Ochmann 36’, 81’ Sinnigen 43’ | Marcatori |  |

| Arbitro: | Hilker |

|                      |           |                       |
| Schock 5’ Hußner 39’ | Marcatori | 50’ Gerber 65’ Demuth |

| Arbitro: | Ahlenfelder |

|                                    |           |                                                 |
| Möhlmann 27’ Blau 44’ Petković 82’ | Marcatori | 20’ Hußner 65’ Genschick 86’ Schock 88’ Schäfer |

| Arbitro: | Zuchantke |

|                                       |           |  |
| Wohlgemuth 35’ Schock 61’ Schäfer 69’ | Marcatori |  |

| Arbitro: | Gabor |

|                                              |           |                        |
| Bachorz 9’, 27’ Bruns 82’ (rig.), 90’ (rig.) | Marcatori | 50’ Schock 54’ Schäfer |

| Arbitro: | Eggers |

|                            |           |              |
| Genschick 57’ Nordmann 83’ | Marcatori | 44’ Mattsson |

| Arbitro: | Kaiser |

|                                                           |           |                      |
| Bittner 23’ Wehmeier 50’ Dzieciol 76’ Knüwe 79’ Laube 85’ | Marcatori | 22’ Schock 70’ Greif |

| Arbitro: | Retzmann |

|                                    |           |  |
| Hußner 5’ Nordmann 55’ Schäfer 65’ | Marcatori |  |

| Arbitro: | Horeis |

|                             |           |                              |
| Fetkenheuer 33’ Liedtke 89’ | Marcatori | 16’ Mühlenberg 87’ Wulftange |

| Arbitro: | Sommershoff |

|                                  |           |                                                         |
| Schock 15’ Mühlenberg 57’ (rig.) | Marcatori | 36’ (aut.) Wohlgemuth 65’ Budde 72’ Redder 86’ Berghaus |

| Gottinga 2 aprile 1977 32ª giornata | Göttingen | 0 – 0 referto | Osnabrück | Jahnstadion (4 500 spett.)\| Arbitro: \| Uhlig \| |
| Arbitro:                            | Uhlig     |               |           |                                                   |

| Arbitro: | Winkler |

|                                    |           |              |
| Mühlenberg 7’ Greif 28’ Schock 40’ | Marcatori | 21’ Hoffmann |

| Arbitro: | Wahmann |

|                                 |           |                                     |
| Schock 2’, 40’, 65’ Schäfer 37’ | Marcatori | 28’ Reh 35’ Klose 51’ Friederichsen |

| Arbitro: | Rieb |

|                                      |           |                |
| Fritsche 10’ Zimmer 59’ Reinders 83’ | Marcatori | 65’ Mühlenberg |

| Arbitro: | Waltert |

|                                                         |           |              |
| Schock 4’ Greif 40’ Baumanns 63’ Schäfer 73’ Hußner 81’ | Marcatori | 5’ Kucharski |

| Arbitro: | Jensen |

|                           |           |            |
| Erhart 23’, 72’ Moors 84’ | Marcatori | 68’ Hußner |

| Arbitro: | Richter |

|                                                      |           |            |
| Hußner 48’ Mühlenberg 60’ Nordmann 70’ Wulftange 86’ | Marcatori | 54’ Wallek |

### Coppa di Germania
| Arbitro: | Retzmann |

| |           |            |
| Nordmann 4’, 44’, 64’, 71’ Wittfoht 34’ (rig.) Greif 42’ Koch 50’, 68’ Schäfer 55’, 58’ Gans 74’ Mühlenberg 86’ | Marcatori | 45’ Weidle |

| Arbitro: | Ferro |

|  |           |                         |
|  | Marcatori | 54’ Nordmann 63’ Hußner |

| Arbitro: | Antz |

|                                         |           |             |
| Wittfoht 75’ Nordmann 102’ Schäfer 114’ | Marcatori | 27’ Lippens |

| Arbitro: | Risse |

|            |           |  |
| Walitza 8’ | Marcatori |  |

## Statistiche

### Statistiche di squadra
| Competizione      | Punti | In casa | In casa | In casa | In casa | In casa | In casa | In trasferta | In trasferta | In trasferta | In trasferta | In trasferta | In trasferta | Totale | Totale | Totale | Totale | Totale | Totale | DR  |
| Competizione      | Punti | G       | V       | N       | P       | Gf      | Gs      | G            | V            | N            | P            | Gf           | Gs           | G      | V      | N      | P      | Gf     | Gs     | DR  |
| ----------------- | ----- | ------- | ------- | ------- | ------- | ------- | ------- | ------------ | ------------ | ------------ | ------------ | ------------ | ------------ | ------ | ------ | ------ | ------ | ------ | ------ | --- |
| 2. Bundesliga     | 43    | 19      | 13      | 3       | 3       | 54      | 30      | 19           | 5            | 4            | 10           | 30           | 47           | 38     | 18     | 7      | 13     | 84     | 77     | +7  |
| Coppa di Germania | -     | 2       | 2       | 0       | 0       | 15      | 2       | 2            | 1            | 0            | 1            | 2            | 1            | 4      | 3      | 0      | 1      | 17     | 3      | +14 |
| Totale            | 43    | 21      | 15      | 3       | 3       | 69      | 32      | 21           | 6            | 4            | 11           | 32           | 48           | 42     | 21     | 7      | 14     | 101    | 80     | +21 |

### Andamento in campionato
| Giornata  | 1 | 2  | 3 | 4  | 5  | 6  | 7  | 8  | 9  | 10 | 11 | 12 | 13 | 14 | 15 | 16 | 17 | 18 | 19 | 20 | 21 | 22 | 23 | 24 | 25 | 26 | 27 | 28 | 29 | 30 | 31 | 32 | 33 | 34 | 35 | 36 | 37 | 38 |
| --------- | - | -- | - | -- | -- | -- | -- | -- | -- | -- | -- | -- | -- | -- | -- | -- | -- | -- | -- | -- | -- | -- | -- | -- | -- | -- | -- | -- | -- | -- | -- | -- | -- | -- | -- | -- | -- | -- |
| Luogo     | C | T  | C | T  | C  | T  | C  | T  | C  | T  | C  | T  | C  | T  | T  | C  | T  | C  | T  | T  | C  | T  | C  | T  | C  | T  | C  | T  | C  | T  | C  | T  | C  | C  | T  | C  | T  | C  |
| Risultato | N | P  | V | N  | P  | P  | V  | V  | N  | P  | V  | P  | V  | V  | V  | V  | V  | P  | N  | P  | V  | P  | N  | V  | V  | P  | V  | P  | V  | N  | P  | N  | V  | V  | P  | V  | P  | V  |
| Posizione | 9 | 14 | 8 | 10 | 14 | 15 | 14 | 12 | 12 | 13 | 12 | 14 | 12 | 9  | 8  | 6  | 5  | 7  | 9  | 10 | 8  | 8  | 9  | 6  | 6  | 8  | 7  | 7  | 7  | 7  | 8  | 8  | 6  | 6  | 8  | 6  | 9  | 9  |

Legenda:

Luogo: C = Casa; T = Trasferta. Risultato: V = Vittoria; N = Pareggio; P = Sconfitta.

### Statistiche dei giocatori
| Giocatore        | 2. Bundesliga | 2. Bundesliga | 2. Bundesliga | 2. Bundesliga | Coppa di Germania | Coppa di Germania | Coppa di Germania | Coppa di Germania | Totale   | Totale | Totale      | Totale     |
| Giocatore        | Presenze      | Reti          | Ammonizioni   | Espulsioni    | Presenze          | Reti              | Ammonizioni       | Espulsioni        | Presenze | Reti   | Ammonizioni | Espulsioni |
| ---------------- | ------------- | ------------- | ------------- | ------------- | ----------------- | ----------------- | ----------------- | ----------------- | -------- | ------ | ----------- | ---------- |
| K. Baumanns      | 37            | 1             | 5             | 0             | 4                 | 0                 | 0                 | 0                 | 41       | 1      | 5           | 0          |
| W. Dramsch       | 27            | 0             | 1             | 0             | 3                 | 0                 | 0                 | 0                 | 30       | 0      | 1           | 0          |
| L. Gans          | 35            | 2             | 3             | 0             | 4                 | 1                 | 0                 | 0                 | 39       | 3      | 3           | 0          |
| M. Gawylczyk     | 11            | 0             | 3             | 0             | 1                 | 0                 | 0                 | 0                 | 12       | 0      | 3           | 0          |
| F. Genschick     | 16            | 3             | 0             | 0             | 0                 | 0                 | 0                 | 0                 | 16       | 3      | 0           | 0          |
| H. Greif         | 36            | 13            | 2             | 0             | 4                 | 1                 | 0                 | 0                 | 40       | 14     | 2           | 0          |
| D. Hegekötter    | 4             | 1             | 0             | 0             | 1                 | 0                 | 0                 | 0                 | 5        | 1      | 0           | 0          |
| A. Hußner        | 26            | 9             | 3             | 0             | 3                 | 1                 | 2                 | 0                 | 29       | 10     | 5           | 0          |
| H. Koch          | 35            | 2             | 4             | 0             | 4                 | 2                 | 0                 | 0                 | 39       | 4      | 4           | 0          |
| H. Mühlenberg    | 35            | 9             | 1             | 0             | 3                 | 1                 | 0                 | 0                 | 38       | 10     | 1           | 0          |
| R. Nordmann      | 38            | 7             | 5             | 0             | 4                 | 6                 | 0                 | 0                 | 42       | 13     | 5           | 0          |
| S. Schmietendorf | 0             | 0             | 0             | 0             | 0                 | 0                 | 0                 | 0                 | 0        | 0      | 0           | 0          |
| G. Schock        | 35            | 23            | 7             | 0             | 4                 | 0                 | 0                 | 0                 | 39       | 23     | 7           | 0          |
| G. Schäfer       | 34            | 6             | 5             | 0             | 3                 | 3                 | 0                 | 0                 | 37       | 9      | 5           | 0          |
| U. Seiler        | 13            | 0             | 0             | 0             | 1                 | 0                 | 0                 | 0                 | 14       | 0      | 0           | 0          |
| R. Westermann    | 4             | 0             | 0             | 0             | 1                 | 0                 | 0                 | 0                 | 5        | 0      | 0           | 0          |
| H. Wittfoht      | 33            | 1             | 2             | 0             | 3                 | 2                 | 0                 | 0                 | 36       | 3      | 2           | 0          |
| J. Wohlgemuth    | 35            | 3             | 2             | 0             | 4                 | 0                 | 0                 | 0                 | 39       | 3      | 2           | 0          |
| G. Wulftange     | 12            | 4             | 2             | 0             | 0                 | 0                 | 0                 | 0                 | 12       | 4      | 2           | 0          |